# فيغارانو مايناردا
فيغارانو مايناردا (بالإيطالية: Vigarano Mainarda)‏ هي بلدية في مقاطعة فيرارا في إقليم إميليا رومانيا الإيطالي.

## السكان
في سنة 1861 بلغ عدد السكان 4٬583 نسمة، وتطور العدد ليصل في سنة 2011 لـ 7٬431 نسمة.
يظهر هذا المخطط البياني تطور النمو السكاني لـ فيغارانو مايناردا

## توأمة
لفيغارانو مايناردا اتفاقيات توأمة مع كل من:
- Caudebec-lès-Elbeuf [الإنجليزية]‏
- سالجوتارجان
- ألتومونتي

## أعلام
- كارلو رامبالدي
- باولوا ماتسا